# Gambler (álbum)
Gambler es un musical creado en 1996, publicado en 1997, por el compositor británico Eric Woolfson. Se trata de su tercer disco en solitario, tras Freudiana (1990) y Gaudi (1995), realizado tras la disolución de The Alan Parsons Project aunque contiene nuevas versiones de algunas canciones conocidas del grupo como Games People Play, Eye In The Sky o Time.

## Argumento
Inspirado en la novela El Jugador de Dostoievski, Gambler narra una historia de pasión, adicción y seducción a través de cuatro personajes principales, el dueño de un Casino, un joven, una corista y una condesa, cuyos destinos están entrelazados por la obsesión hacia la baraja.
Un joven entra por primera vez al Casino del Palacio de Pekín. Intrigado por el glamour del lugar, pero sin ganas de apostar ni involucrarse en los juegos de azar, el jefe del casino se acerca a él y lo alienta a mirar una de las muchas atracciones del Casino: sus atractivas coristas. Al ver el interés que despierta en el joven una de las muchachas, el jefe del casino tienta al joven a apostar diciéndole que ella solo está interesada en los grandes ganadores.
Para motivar a la corista a responder al interés del joven el jefe del casino la engaña haciéndole creer que se trata de una persona relacionada con una importante compañía cinematográfica. Se trata de un cebo poderoso para la joven ambiciosa y ansiosa por ser protagonista y alcanzar el estrellato. Naturalmente el joven y la corista se atraen poderosamente el uno al otro.
La corista también es la protegida de una condesa que, según se indica, ha descubierto el secreto de las cartas y tiene el conocimiento para obtener riquezas incalculables. El joven convence a la corista para que descubra el secreto de la condesa con la intención de obtener recompensa económica y alcancen sus sueños. Pero las fuerzas destructivas y obsesivas del juego ya se han apoderado del joven y éste se ve atrapado en un juego que llega a una dramática conclusión.

## Producción
El estreno mundial de Gambler tuvo lugar en octubre de 1996 en el teatro municipal de Monchengladbach (Alemania), manteniéndose en cartel durante 18 meses hasta junio de 1998. Posteriormente en 1999 la compañía Seensee produjo el montaje, en coreano, para su estreno en Seúl (Corea del Sur). Desde su estreno se han registrado cinco montaje adicionales, dos de ellos representados en Japón en los años 2002 y 2005.

## Listado de Canciones
1. «Fanfare» (0:30)
2. «Green Light Means Danger» (7:01)
3. «Love In The Third Degree» (4:14)
4. «When The World Was Young» (6:14)
5. «Games People Play» (5:21)
6. «The Golden Key» (4:49)
7. «Limelight» (7:11)
8. «9 x 9 x 9» (4:40)
9. «Halfway» (5:10)
10. «Eye in the Sky» (9:01)
11. «(You'll be) Far Away» (4:21)
12. «Time» (7:19)
13. «Medley» (0:55)
14. «Afterture» (bonus track)